# Rasoio (filosofia)
In filosofia, un rasoio è un principio o una regola empirica che consente di eliminare (rasare) le spiegazioni improbabili di un fenomeno o di evitare azioni inutili.

## Esempi
Fra i rasoi filosofici rientrano:
- Rasoio di Alder (noto anche come spada laser infuocata di Newton): Se qualcosa non può essere risolto con l'esperimento o l'osservazione, allora non è degno di essere discusso[4]
- Rasoio di Grice (noto anche come rasoio di Guillaume): Come principio di parsimonia, le implicazioni conversazionali sono da preferire al contesto semantico per le spiegazioni linguistiche[5][6].
- Rasoio di Hanlon: non attribuire mai alla malizia ciò che può essere adeguatamente spiegato dalla stupidità[7]
- Rasoio di Hitchens: ciò che può essere affermato senza prove può essere respinto senza prove[8]
- Ghigliottina di Hume: Ciò che dovrebbe essere non può essere dedotto da ciò che è; le affermazioni prescrittive non possono essere derivate solo da quelle descrittive e devono dipendere da altre prescrizioni. “Se la causa, assegnata per un qualsiasi effetto, non è sufficiente a produrlo, dobbiamo respingere quella causa, o aggiungervi qualità tali da conferirle una giusta proporzione con l'effetto"[9][10]
- Rasoio di Occam: le spiegazioni che richiedono un minor numero di ipotesi ingiustificate hanno maggiori probabilità di essere corrette; evitare ipotesi inutili o improbabili.
- Criterio di falsificabilità di Popper: Perché una teoria sia considerata scientifica, deve essere falsificabile[11]
- Standard di Sagan: Le affermazioni positive richiedono prove positive, quelle straordinarie richiedono prove straordinarie[12]